# Citazione (Internet)
Nella comunicazione su Internet, una citazione è l'azione del rispondere a un messaggio di un altro utente riportando pedissequamente il contenuto in precedenza espresso da altri utenti.
Quest'attività è diffusa nelle comunità virtuali e nei forum, nella corrispondenza via e-mail e nei newsgroup e in altri campi della "comunicazione asincrona".
Il citare è anche regolamentato nella Netiquette, in quanto si tratta di una convenzione comunicativa della Rete. Per esempio, nella versione della Netiquette rilasciata dalla Registration Authority Italiana, si richiede al punto 5 che la modalità preferibile di risposta ad un messaggio altrui si espliciti nell'«evidenziare i passaggi rilevanti del messaggio originario, allo scopo di facilitare la comprensione da parte di coloro che non lo hanno letto, ma non riportare mai sistematicamente l'intero messaggio originale, se non quando sia necessario».
Il verbo quotare, secondo il suo significato originale in lingua italiana, indica l'azione della stima del valore di un bene, detta quotazione. Gergalmente, invece, in ambito informatico, esso riprende il verbo inglese to quote, che significa citare; ma viene usato, per interpretazione errata dell'originale, anche nel senso non presente in inglese di "essere d'accordo" con un'altrui affermazione.

## Posizione della replica
Le principali modalità di risposta ad un messaggio, per quanto attiene al posizionamento della propria risposta, sono tre, generalmente chiamate con locuzioni della lingua inglese:
- top-posting (pubblicazione in alto), con cui la replica viene inserita al di sopra del messaggio cui si risponde.
- bottom-posting (pubblicazione in basso), con cui la replica viene inserita al di sotto del messaggio cui si risponde.
- inline replying (replica in linea), con cui la replica viene inserita in mezzo al messaggio cui si risponde, inframezzandone i punti di interesse per dare risposte dirette a singole porzioni del messaggio altrui.

Con il top-posting, la risposta precede il testo originale, con ovvi effetti nel caso questo fosse una domanda.
```
A Roma.
--
Bye, Bob

Alice, il 23/01/09, ha scritto:
>Dove abiti?

```

Con il bottom-posting invece la risposta segue il testo originale. Nel caso di una successione di messaggi, il bottom-posting tiene traccia dell'evoluzione della conversazione.
```
Alice, il 18/02/09, ha scritto:
>>>Vorrei sapere l'indirizzo di Wikipedia in italiano.
>>>
>>>Saluti da Alice

Vito, il 19/02/09, ha scritto:
>>È it.wikipedia.org
>>
>>Spero ti sia d'aiuto - Vito

Alice, il 20/02/09, ha scritto:
>E, già che ci siamo, cosa vuol dire "rollbackare"?
>
>Un bacio, Alice

Significa riportare una pagina alla versione precedente.

Bye, Vito

```

Con lo inline reply, invece, chi risponde inserisce la sua replica là dove è più pertinente, così da tenere insieme gli argomenti e non perdere il filo del discorso.
```
Alice, il 17/02/09, ha scritto:
>Vito, il 16/02/09, ha scritto:
>>Vorrei sapere l'indirizzo di Wikipedia in italiano.
>
>È it.wikipedia.org
>
>>E, già che ci siamo, cosa vuol dire "rollbackare"?
>
>Significa riportare una pagina alla versione precedente.

Grazie mille!

--

Bye, Vito

```

Nell'esempio sopra riportato, Alice ha risposto a Vito punto per punto, mentre Vito ha citato interamente il messaggio di Alice.

## L'evidenziazione grafica del messaggio originale
Convenzione praticamente generale vuole che il testo riportato venga preceduto, su ogni riga, da un simbolo che lo contrassegni anche visivamente come del mittente originario. Questo simbolo si mette all'inizio di ciascuna riga del messaggio originale che si conserverà nella risposta. 
Il simbolo " > " (maggiore), che è uno dei più frequentemente usati a questo scopo, è considerato quello "canonico". Sono però usati anche altri simboli, in genere scelti fra i caratteri ASCII, come ad esempio il pipe (" | ").
I simboli possono essere separati dal testo che indentano inserendo uno o più spazi. Il testo originale può essere ulteriormente distinto usando per quello un colore diverso.
Un esempio di evidenziazione (talvolta chiamata anche indenting o indentazione) del messaggio originale è pertanto:
```
> Quando mi saldi quella fattura? --Pippo

A babbo morto. --Franco
```

Per le citazioni ricorsive (citazioni interne ad altre citazioni, in genere provenienti da una catena di successive repliche) si usano più simboli in sequenza, accrescendone il numero ogni volta che ciascuno risponde. Ad esempio:
```
>>> Quando mi saldi quella fattura? --Pippo
>> A babbo morto. --Franco
> Allora in settimana gli sparo --Pippo

Fai quella dopo, che la prossima deve ritirare la pensione --Franco
```

Spesso nel messaggio di replica si inserisce un'introduzione riportante il nome dell'utente che si cita e la data del messaggio originale. La maggior parte dei programmi per la lettura e la composizione di messaggi di posta elettronica (newsreader) offrono per impostazione predefinita l'evidenziazione automatica del messaggio originale e l'inserimento dell'introduzione.
Quando il testo originale citato è lungo e supera la "misura" stabilita per il wrapping, cioè l'andata a capo automatica, l'evidenziazione può far andare a capo una parte del testo citato. In questi casi, molti utenti usano interporre una riga bianca (vuota) fra il testo citato e la propria risposta.
```
> Dall'amministrazione mi stanno chiamando giorno e notte per sapere

urgentemente cosa

> stai combinando. Quando mi saldi quella fattura? --Pippo

 

Sempre a babbo morto. --Franco
```

## L'overquoting
Il cosiddetto overquoting è la citazione di parti di testo non necessarie, o dell'intero messaggio quando questo è molto lungo.
Secondo alcuni (fra i quali il Registro italiano) il messaggio originale non dovrebbe mai essere riportato per intero, salvo casi particolari.
È d'uso, invece, tagliare qualche parte segnalandolo con [cut], [zap] o [...]; oppure riassumere il concetto principale di una frase, racchiudendolo tra parentesi quadre. Nel far ciò ovviamente si richiede di prestare attenzione a non stravolgere il significato originale del messaggio.